# Eremias grammica
Eremias grammica är en ödleart som beskrevs av Lichtenstein 1823. Eremias grammica ingår i släktet löparödlor, och familjen lacertider. Inga underarter finns listade i Catalogue of Life.
Arten förekommer i centrala Asien från Kazakstan och västra Kina i norr till Afghanistan och Iran. Honor lägger vanligen 2 till 3 ägg och ibland upp till 6 ägg per tillfälle. Arten lever i låglandet och i bergstrakter upp till 1000 meter över havet. Individerna vistas i halvöknar med glest fördelad vegetation av buskar och andra låga växter. Eremias grammica gömmer sig i jordhålor mellan buskar. De flesta ungar förekommer under juli.
I några regioner hotas beståndet av landskapets omvandling till jordbruks- och betesmark. Hela populationen anses vara stabil. IUCN listar arten som livskraftig (LC).